# Emilio de Bernis
Emilio de Bernis, nom artístic de Emilio Broccardo (Torí, 1842 - 1907), fou un baríton italià.
Dotat d'una veu potent, es distingí sobretot a Aida, Ernani i Ruy Blas.
La Temporada 1878-1879 va cantar al Gran Teatre del Liceu de Barcelona.